# Oritia González
Oritia González Urbie (19 de diciembre de 1987) es una deportista argentina que compite en judo. Ganó dos medallas de bronce en el Campeonato Panamericano de Judo en los años 2009 y 2014.

## Palmarés internacional
| Campeonato Panamericano | Campeonato Panamericano  | Campeonato Panamericano | Campeonato Panamericano |
| Año                     | Lugar                    | Medalla                 | Categoría               |
| ----------------------- | ------------------------ | ----------------------- | ----------------------- |
| 2009                    | Buenos Aires (Argentina) | Medalla de bronce       | –52 kg                  |
| 2014                    | Guayaquil (Ecuador)      | Medalla de bronce       | –52 kg                  |